# Quận Wayne, Kentucky

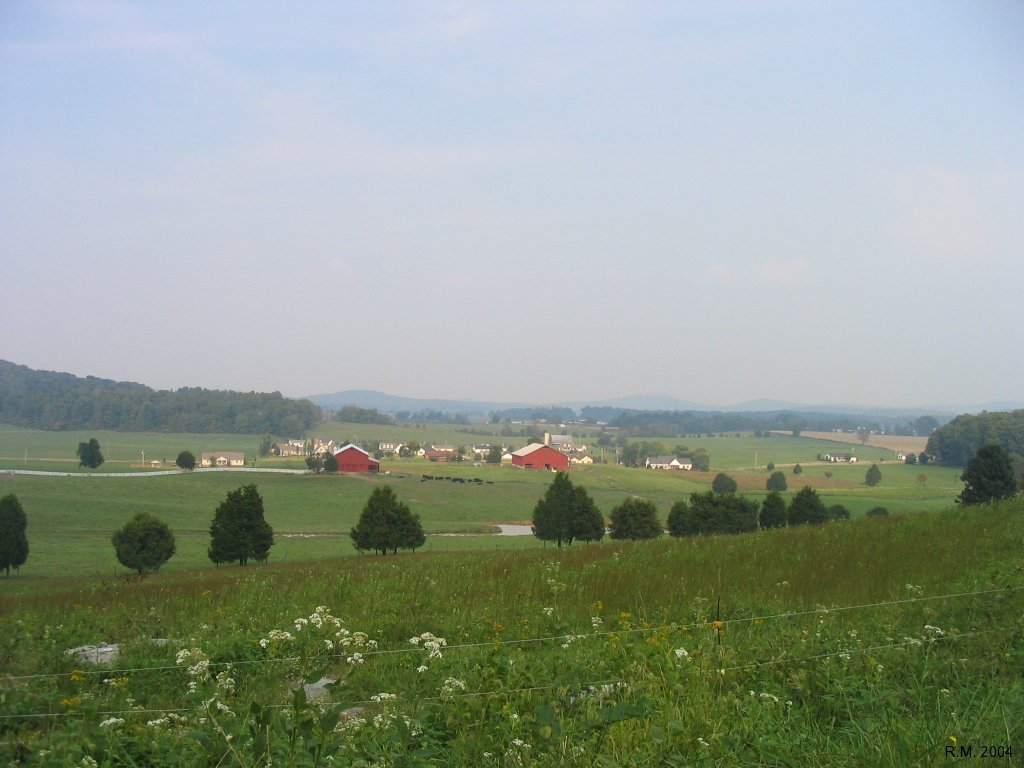
Nông trang ở quận Wayne, KY

Quận Wayne là một quận thuộc tiểu bang Kentucky, Hoa Kỳ.
Quận này được đặt tên theo General "Mad Anthony" Wayne.. Theo điều tra dân số của Cục điều tra dân số Hoa Kỳ năm 2000, quận có dân số 19.923 người. Quận lỵ đóng ở Monticello6. Quận được lập ngày 13/12/1800 từ các quận Pulaski và Cumberland. Đây là quận cấm rượu hay quận khô.

## Địa lý
Theo Cục điều tra dân số Hoa Kỳ, quận có diện tích 484 dặm vuông Anh (1.254 km2), trong đó có 25 dặm vuông Anh (65 km2) là diện tích mặt nước. Độ cao của quận từ 723 foot (220 m) đến 1.788 foot (545 m), tại sân bay quận Monticello/Wayne độ cao là 963 foot (294 m). Quận Wayne tọa lạc ở Pennyrile Plateau  của Kentucky.

### Quận giáp ranh
- Quận Russell (tây bắc)
- Quận Pulaski (đông bắc)
- Quận McCreary (đông)
- Quận Scott, Tennessee (đông nam)
- Quận Pickett, Tennessee (tây nam)
- Quận Clinton (tây)

## Thông tin nhân khẩu
Theo điều tra dân 2 năm 2000, quận đã có dân số 19.923 người, 7.913 hộ gia đình, và 5.808 gia đình sống trong quận hạt. Mật độ dân số là 43 trên một dặm vuông (17 / km2). Có 9.789 đơn vị nhà ở mật độ trung bình là 21 trên một dặm vuông (8,1 / km 2). Cơ cấu chủng tộc của dân cư gồm có 96,98% người da trắng, 1.49% da đen hay Mỹ gốc Phi, 0,18% người Mỹ bản xứ, 0,11% ở châu Á, 0,47% từ các chủng tộc khác, và 0,78% từ hai hoặc nhiều chủng tộc. 1,46% dân số là người Hispanic hay Latino thuộc một chủng tộc nào.
Có 7.913 hộ, trong đó 33,40% có trẻ em dưới 18 tuổi sống chung với họ, 58,90% là đôi vợ chồng sống với nhau, 10,60% có nữ hộ và không có chồng, và 26,60% là các gia đình không. 23,90% hộ gia đình đã được tạo ra từ các cá nhân và 10,40% có người sống một mình 65 tuổi hoặc lớn tuổi hơn là người. Cỡ hộ trung bình là 2,49 và cỡ gia đình trung bình là 2,94.
Trong quận tháp tuổi dân số được trải ra với 25,30% dưới độ tuổi 18, 8,90% 18-24, 28,10% 25-44, 24,00% từ 45 đến 64, và 13,60% từ 65 tuổi trở lên người. Độ tuổi trung bình là 37 năm. Đối với mỗi 100 nữ có 97,80 nam giới. Đối với mỗi 100 nữ 18 tuổi trở lên, đã có 94,90 nam giới.
Thu nhập trung bình cho một hộ gia đình trong quận đạt mức 20.863 USD, và thu nhập trung bình cho một gia đình là $ 24.869. Phái nam có thu nhập trung bình $ 24.021 so với 18.102 đô la Mỹ của Phái nữ. Mức thu nhập bình quân đầu người là 12.601 $. Có 24,60% gia đình và 29,40% dân số sống dưới mức nghèo khổ, bao gồm 34,90% những người dưới 18 tuổi và 31,50% của những người 65 tuổi hoặc hơn. 